# Don't Call It Love
Don't Call It Love és una pel·lícula muda de la Famous Players-Lasky dirigida per William C. deMille i protagonitzada per Agnes Ayres, Jack Holt i Nita Naldi. Basada en la novel·la “Rita Coventry” de Julian Leonard Street i la subseqüent adaptació teatral de Hubert Osborne, es va estrenar el 6 de gener de 1924. Es considera una pel·lícula perduda.

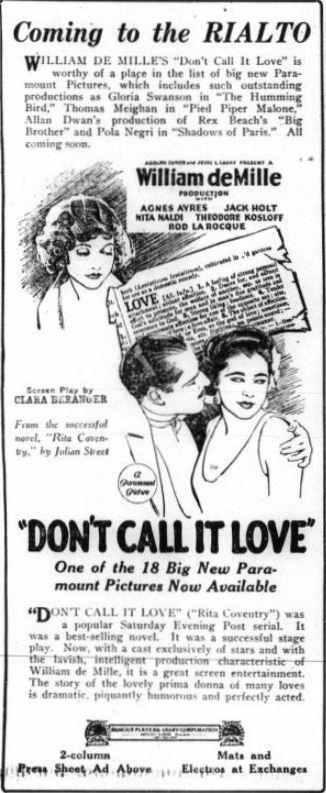
Anunci de la pel·lícula

## Argument
Richard Parrish és un home ric que s'ha cansat de les contínues atencions de la seva promesa, Alice Meldrum. Finalment, fascinat per Rita Coventry, una diva de l'òpera voluble que creu en la passió com a forma de millorar el seu art, abandona Alice. Rita tracta Richard de la mateixa manera i l’abandona per iniciar un romanç amb Patrick Delaney, un afinador de pianos i músic ocasional. Parrish intenta recuperar Alice i ho acaba aconseguint després d’insistir molt. Mentrestant, Rita es casa amb Delaney i marxen de lluna de mel. Tanmateix, la prima donna, incorregible, promet als seus managers tornar aviat perquè vol “comprovar” el nou tenor.

## Repartiment
- Agnes Ayres (Alice Meldrum)
- Jack Holt (Richard Parrish)
- Nita Naldi (Rita Coventry)
- Theodore Kosloff (Luigi Busini)
- Rod La Rocque (Patrick Delaney)
- Robert Edeson (Henry Van Courtlandt)
- Julia Faye (Clara Proctor)